# CSS3
CSS3 é a terceira mais nova versão das famosas Cascading Style Sheets (ou simplesmente CSS), pela qual se define estilos para um projeto web (página de internet). Com efeitos de transição, imagem, imagem de fundo/background e outros, pode-se criar estilos únicos para seus projetos web, alterando diversos aspectos de design no layout da página.
A principal função do CSS3 é abolir as imagens de plano/Background de fundo, bordas arredondadas, apresentar transições e efeitos para criar animações de vários tipos, como um simples relógio de ponteiros.
Isso se deve aos novos browsers/navegadores que estão chegando com suporte à essa linguagem, como o Google Chrome, Opera, Internet Explorer 9, Safari e Mozilla Firefox. Assim, o CSS3 facilitará o trabalho dos profissionais de front-end e também a utilização de sites pelos usuários.

## Diferenciações
```
elementos

{

   
-webkit-
border-radius
:
10
px
;

   
-moz-
border-radius
:
10
px
;

   
-o-
border-radius
:
10
px
;

   
-khtml-
border-radius
:
10
px
;

}

```

Como pode-se ver, foram necessárias quatro linhas de código para produzir bordas arredondadas num elemento HTML. Cada prefixo da propriedade border-radius serve para uma plataforma de browsers. A -webkit, para browsers como Chrome e Safari, -moz para o Firefox, -o para Opera e -khtml para Konqueror.
Obs.: há browsers que não aceitam todas as propriedades CSS3. Para testar, utilize Teste de Seletores do CSS3.info.

## Seletores
Veja uma lista dos principais seletores (propriedades) CSS3 e seus exemplos:
```
   
border-radius
:[
tamanho
];
  
/* bordas arredondadas */

      
border-radius
:
5px
;

   
box-shadow
:[
topo
]
 
[
esquerda
]
 
[
borrão
]
 
[
cor
];
  
/* sombra */

      
box-shadow
:
2px
 
2px
 
2px
 
#
000
;

   
text-shadow
:[
topo
]
 
[
esquerda
]
 
[
borrão
]
 
[
cor
];
  
/* sombra em letras */

      
text-shadow
:
2px
 
2px
 
2px
 
#
000
;

   
opacity
:[
valor
];
  
/* transparência */

      
opacity
:
0
.
5
;

   
word-wrap
:[
definição
];
 
/* quebra de palavra (quando ela ultrapassa o tamanho do elemento) */

      
word-wrap
:
break-word
;

   
background-size
:[
largura
]
 
[
altura
];
  
/* especifica o tamanho do plano de fundo */

      
background-size
:
100px
 
80px
;

```

## Novidades do CSS3
O CSS3 é extremamente capaz de construir animações que impressionam o mais avançado desenvolvedor web, tanto em 2 como em 3 dimensões. Os mais comuns são os efeitos de rotação, movimento e transição.
Existem, na web, empresas fazendo propaganda utilizando a criatividade e o poder dessa nova era de estilos.